# 五心
初等幾何学において三角形の五心（ごしん、英: five centroids of triangle）とは、三角形の外心、内心、重心、垂心、傍心の総称である。単に五心ともいう。
図において外心はO、内心はI、重心はG、垂心はH、傍心はJと置かれることが多い。また、正三角形の場合は傍心を除く4心が一致することが知られている。

## 作図と性質
詳細は個別記事参照

### 外心
三角形の外心は、三角形の3つの辺の垂直二等分線が交わる点である。外心は三角形の外接円の中心であるので、外心と各頂点を結ぶ線分の長さは全て等しい。鋭角三角形の外心は三角形の内部にあり、鈍角三角形の外心は三角形の外部にある。直角三角形の外心は斜辺の中点である。

### 内心
三角形の内心は、三角形の3つの内角の二等分線が交わる点である。内心は三角形の内接円の中心であるので、内心から各辺に下ろした垂線の長さが全て等しく、常に三角形の内部に存在する。

### 重心
三角形の重心は、三角形の3つの中線（頂点とその対辺の中点を結ぶ点）が交わる点である。重心は各中点を2：1に内分する。三角形状の物を何か尖った物の上に置くとき、尖端と重心が重なるように置くとバランスが丁度良く取れることが知られている。

### 垂心
三角形の垂心は、三角形の各頂点から対辺またはその延長に下ろした垂線が交わる点である。直角三角形の垂心は、直角となる頂点であり、鈍角三角形の垂心は、その三角形の外部にある。垂心をHとすると、三角形ABHの垂心はCに一致する。外心・重心・垂心は常に一直線上にあり、この直線はオイラー線と呼ばれている。

### 傍心
三角形の傍心は、1つの角の二等分線と他の2つの角の外角の二等分線が交わる点である。他の４心とは異なり、一つの三角形につき3つ存在する。傍心は三角形の傍接円（三角形の外側にあり1辺と他の2辺の延長線に接する円）の中心であり、内心との位置関係は「三角形の各頂点と垂心」の位置関係に一致する。内心と傍心の中点、傍心同士の中点は全て外接円上にある。また、3つの傍接円の半径の逆数の和は、内接円の半径の逆数に等しいことが知られている。

## 日本の中等教育における五心
1994年4月施行の学習指導要領において、五心を含む「三角形の性質」は中学数学の範囲から外れ高校数学の範囲とされた。それにより、一年次数学Aにおける「平面幾何」という単元で扱うこととなった。その後は単元名の変遷（平面幾何→平面図形→図形の性質）がありながらも数学A内で扱うことに変わりはなく、2024年現在に至る。なお、五心のうち垂心と傍心は発展扱いであり、特に大学入試において傍心を背景とした問題はあまり見られない。また、数学IIの「図形と方程式」で五心の存在証明・重心の座標の求め方を扱うほか、数学Cの「ベクトル」において重心・垂心に関する内容を扱い、オイラー線の証明を行うこともある。